# Rem als Jocs Olímpics d'estiu de 1924
Als Jocs Olímpics de 1924 celebrats a la ciutat de París (França) es disputaren set proves de rem, totes elles en categoria masculina. Les proves es realitzaren entre els dies 13 i 17 de juliol de 1924.

## Nacions participants
Hi participaren un total de 182 remers de 14 nacions diferents:
| - Argentina (9) - Austràlia (10) - Bèlgica (15) - Brasil (2) - Canadà (14) - Espanya (10) - Estats Units (20) | - França (23) - Hongria (7) - Itàlia (17) - Països Baixos (17) - Polònia (6) - Regne Unit (21) - Suïssa (11) |

## Resum de medalles
| Prova                        | Or | Argent | Bronze |
| Scull individual detalls     | Jack Beresford | William Gilmore | Josef Schneider |
| Doble scull detalls          | Estats UnitsPaul Costello · Jack Kelly | FrançaMarc Detton · Jean-Pierre Stock | SuïssaRudolf Bosshard · Heinrich Thoma |
| Dos sense timoner detalls    | Països BaixosTeun Beijnen · Willy Rösingh | FrançaMaurice Bouton · Georges Piot | No es concedí |
| Dos amb timoner detalls      | SuïssaEdouard Candeveau · Alfred Felber · Emile Lachapelle | ItàliaErcole Olgeni · Giovanni Scatturin · Gino Sopracordevole                                                                                      | Estats UnitsLeon Butler · Harold Wilson · Edward Jennings |
| Quatre sense timoner detalls | Regne UnitCharles Eley · James MacNabb · Robert Morrison · Terence Sanders | CanadàArchibald Black · George MacKay · Colin Finlayson · William Wood                                                                              | SuïssaEmile Albrecht · Alfred Probst · Eugen Sigg · Hans Walter |
| Quatre amb timoner detalls   | SuïssaEmile Albrecht · Alfred Probst · Eugen Sigg · Hans Walter · Walter Lossli · Emile Lachapelle                                                                             | FrançaEugène Constant · Louis Gressier · Georges Lecointe · Raymond Talleux · Ernest Barberolle                                                     | Estats UnitsRobert Gerhardt · Sidney Jelinek · Edward Mitchell · Henry Welsford · John Kennedy                                                                                   |
| Vuit amb timoner detalls     | Estats UnitsLeonard Carpenter · Howard Kingsbury · Alfred Lindley · John Miller · James Rockefeller · Frederick Sheffield · Benjamin Spock · Alfred Wilson · Laurence Stoddard | CanadàArthur Bell · Robert Hunter · William Langford · Harold Little · John Smith · Warren Snyder · Norman Taylor · William Wallace · Ivor Campbell | ItàliaAntonio Cattalinich · Francesco Cattalinich · Simeone Cattalinich · Giuseppe Crivelli · Latino Galasso · Pietro Ivanov · Bruno Sorich · Carlo Toniatti · Vittorio Gliubich |

## Medaller
| Posició | País          | Or | Argent | Bronze | Total |
| 1       | Estats Units  | 2  | 1      | 2      | 5     |
| 2       | Suïssa        | 2  | 0      | 3      | 5     |
| 3       | Regne Unit    | 2  | 0      | 0      | 2     |
| 4       | Països Baixos | 1  | 0      | 0      | 1     |
| 5       | França        | 0  | 3      | 0      | 3     |
| 6       | Canadà        | 0  | 2      | 0      | 2     |
| 7       | Itàlia        | 0  | 1      | 1      | 2     |